# Bigender

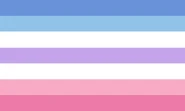
Bigender flag

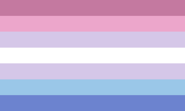
Controversial OG Bigender Flag

Bigender este o identitate de gen care poate fi tradusă literal ca „două genuri” sau „dublu gen”. Oamenii Bigender experimentează exact două identități de gen, fie simultan, fie variind între cele două. Aceste două identități de gen sunt de obicei masculin și feminin, dar bigender ar putea include și identități non-binare. Pentru alte identități pentru cei care experimentează mai multe genuri, vă rugăm să consultați multigender.
Persoanele Bigender se pot identifica, de asemenea, ca multigen, non-binare și/sau transgender. Dacă o persoană bigender simte că identitatea sa se schimbă în timp sau în funcție de circumstanțe, se poate identifica și ca genderfluid, care descrie orice persoană a cărei identitate de gen variază în timp.
Persoanele Bigender pot avea orice expresie de gen: de exemplu, unii preferă să fie văzuți ca androgini și/sau își schimbă prezentarea pentru a fi mai masculină sau feminină, în funcție de identitatea lor actuală. Persoanele Bigender pot experimenta disforie în care doresc ca corpul lor să reflecte trăsături de la două sexe distincte sau pot experimenta disforie uneori, dar nu altele. Cu toate acestea, nu toți oamenii bigender suferă de disforie. Unii oameni bigender pot alege să facă tranziția, astfel încât corpul lor să se potrivească mai bine cu identitatea lor de gen, dar nu toată lumea decide că aceasta este opțiunea potrivită.
Oamenii Bigender pot avea orice sexualitate și nu trebuie confundați cu bisexuali.
Steagul original Bigender este etichetat drept controversat, deoarece creatorul a fost dezvăluit ca transfob, pedofil și abuzator. Alte modele au fost realizate de oameni incomozi folosind steagul original după ce a apărut această știre.

## Istoria și originea termenului „bigender”
Termenul „bigender” nu este chiar atât de vechi. Iată o privire asupra istoriei modului în care acest termen a intrat în lexicul nostru actual.
A fost listat pentru prima dată sub termenul „androgin”
Termenul bigender a fost înregistrat pentru prima dată în iulie 1988, ca parte a celei de-a 2-a Conferințe Internaționale a Fundației pentru Sănătate pentru Lesbiene și Gay.
La această conferință, a fost inclus în glosarul de termeni sub cuvântul androgin. Androginul a fost definit ca „o persoană care poate exprima confortabil oricare rol alternativ de gen într-o varietate de medii acceptabile social (inclusiv bigenderist).”
Termenul Bigender are rădăcini în botanică
Termenul bigender a fost adăugat în dicționar în legătură cu genul uman în 2019. Cu toate acestea, a fost folosit anterior pentru a descrie plantele. Asta pentru că, în timp ce unele plante sunt în mod distinct masculin sau feminin, altele conțin caracteristicile ambelor sexe.

#### Terminologia este mereu în evoluție
Jack Drescher, MD, fost președinte al Grupului pentru Avansarea Psihiatriei, profesor clinic de psihiatrie la Universitatea Columbia și beneficiar al Premiului Sigourney 2022, îi spune lui Verywell Mind că „din moment ce există multe alte identități de gen în afară de bărbați și femei, este greu de venit cu o definiție unică pentru toate persoanele care se identifică ca bigender.”

## Bigender vs. Bisexual
Bigender și bisexual încep cu prefixul „bi”, adică doi, dar bigender și bisexualitatea nu sunt legate.
Bigender este o identitate de gen. Termenul bisexual este o identitate/orientare sexuală care descrie persoanele de care ești atras și/sau cu care intim.
A fi bisexual înseamnă că ești atras de bărbați și femei și, eventual, de alte genuri. A fi bigender înseamnă identificarea ca două sau mai multe genuri și identificarea ca bigender nu are legătură cu cine ești atras.

## Bigender vs Androgin
O persoană bigender se identifică ca două sau mai multe genuri, în timp ce cineva care este androgin nu se prezintă ca specific masculin sau feminin, sau poate apărea ca o combinație de genuri sau poate părea neutru din punct de vedere al genului.
În plus, androgin este adesea folosit ca termen folosit pentru a se referi la modul în care cineva se prezintă lumii, în timp ce bigender este o identitate.